# Gare de Santo Amaro
La gare Santo Amaro est une gare ferroviaire de la ligne 9-Émeraude du réseau de trains de banlieue. Elle est située dans le district Santo Amaro à São Paulo au Brésil.
Mise en service en 1986, elle est exploitée par ViaMobilidade. Elle est en correspondance directe avec la station Santo Amaro du métro de São Paulo.

## Histoire
La gare de Santo Amaro, dont le nom initial était gare de Largo Treze, est inaugurée le 26 janvier 1986 par la Ferrovia Paulista SA (FEPASA). Le projet architectural a été choisi pour être intégré à la collection du Musée d'art moderne du Centre Georges Pompidou, à Paris, France. Conçue par João Walter Toscano, l'un des pionniers de l'utilisation de l'acier dans la construction civile au Brésil, la gare a été ouverte en 1986 et se distingue par sa transparence et l'utilisation de la lumière naturelle, dans une réinterprétation des éléments ferroviaires traditionnels, comme la tour de l'horloge. qui fait référence aux gares du XIXème siècle.
À l'époque, la ligne allait uniquement jusqu'à la gare de Pinheiros, et l'ouverture de la gare de Largo Treze a été considérée par le magazine Veja em São Paulo comme "une étape majeure dans l'amélioration de cette ligne et dans le transport quotidien d'une partie de la population de la ville". La même publication classait l'architecture de la gare, en acier et en béton armé, comme « belle et audacieuse ». L'emplacement de la gare est à deux kilomètres au sud de l'emplacement de l'ancienne gare de Santo Amaro, démolie dans la seconde moitié des années 1970.

## Service des voyageurs

### Accueil

Installations
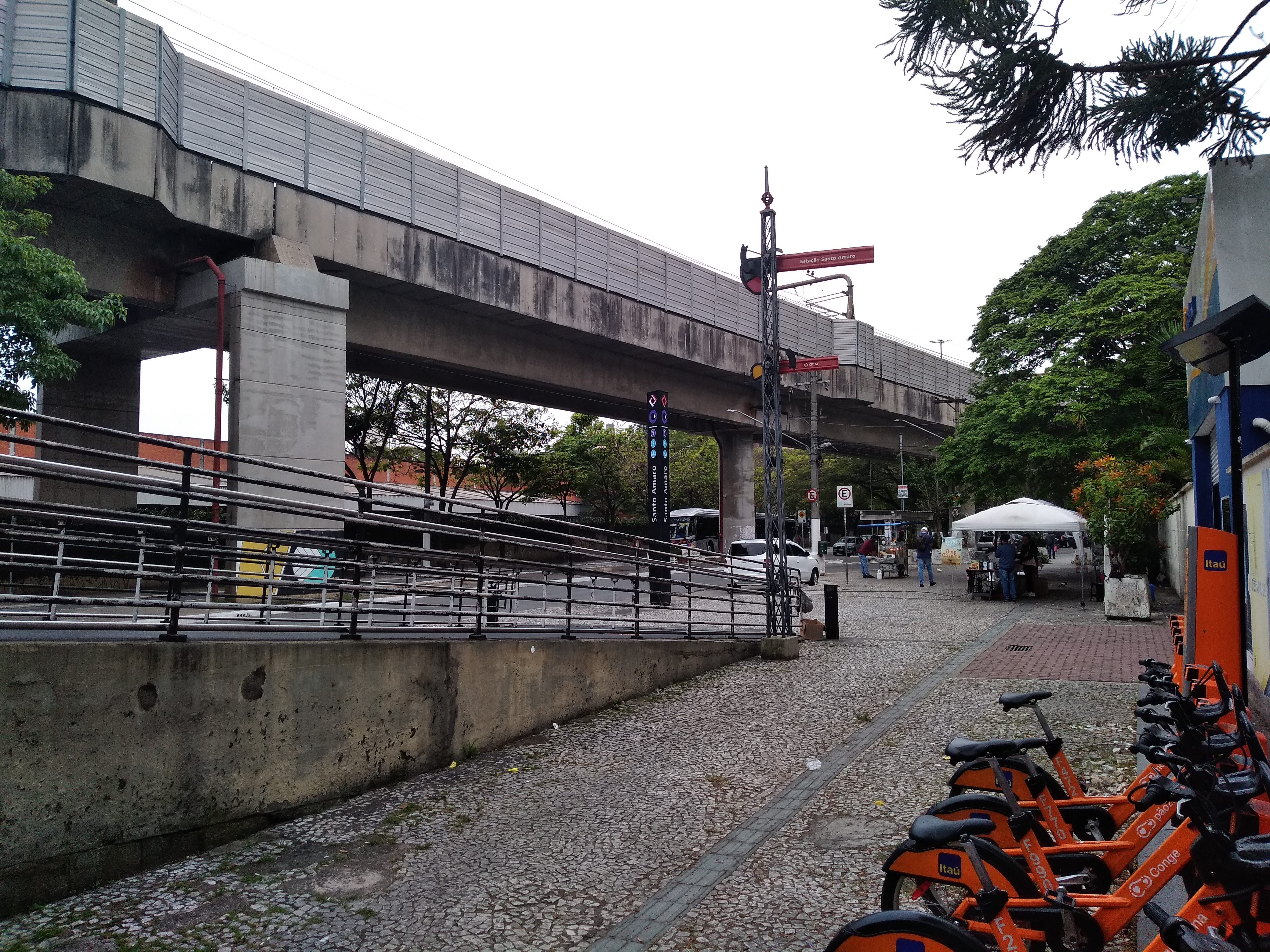
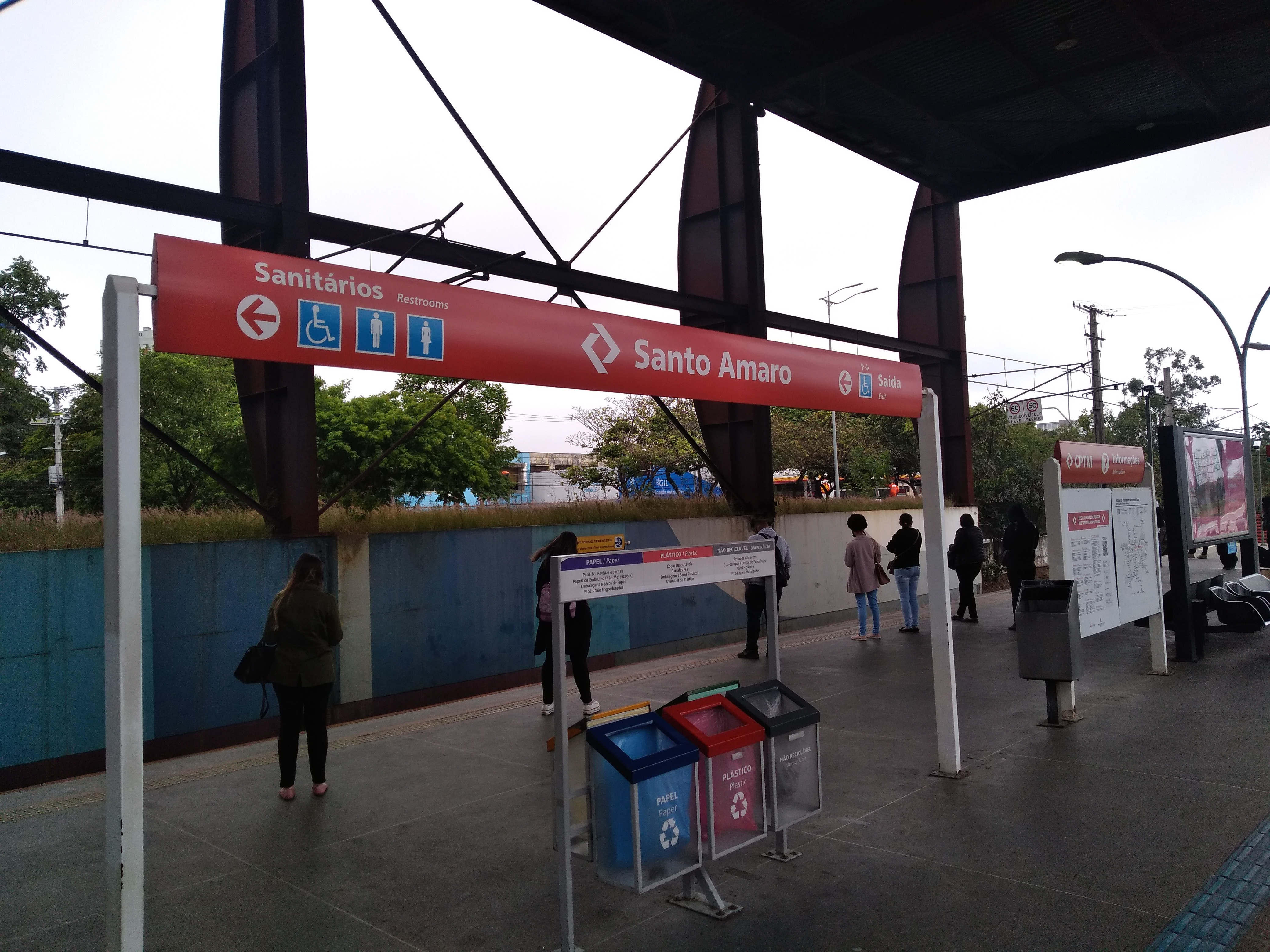
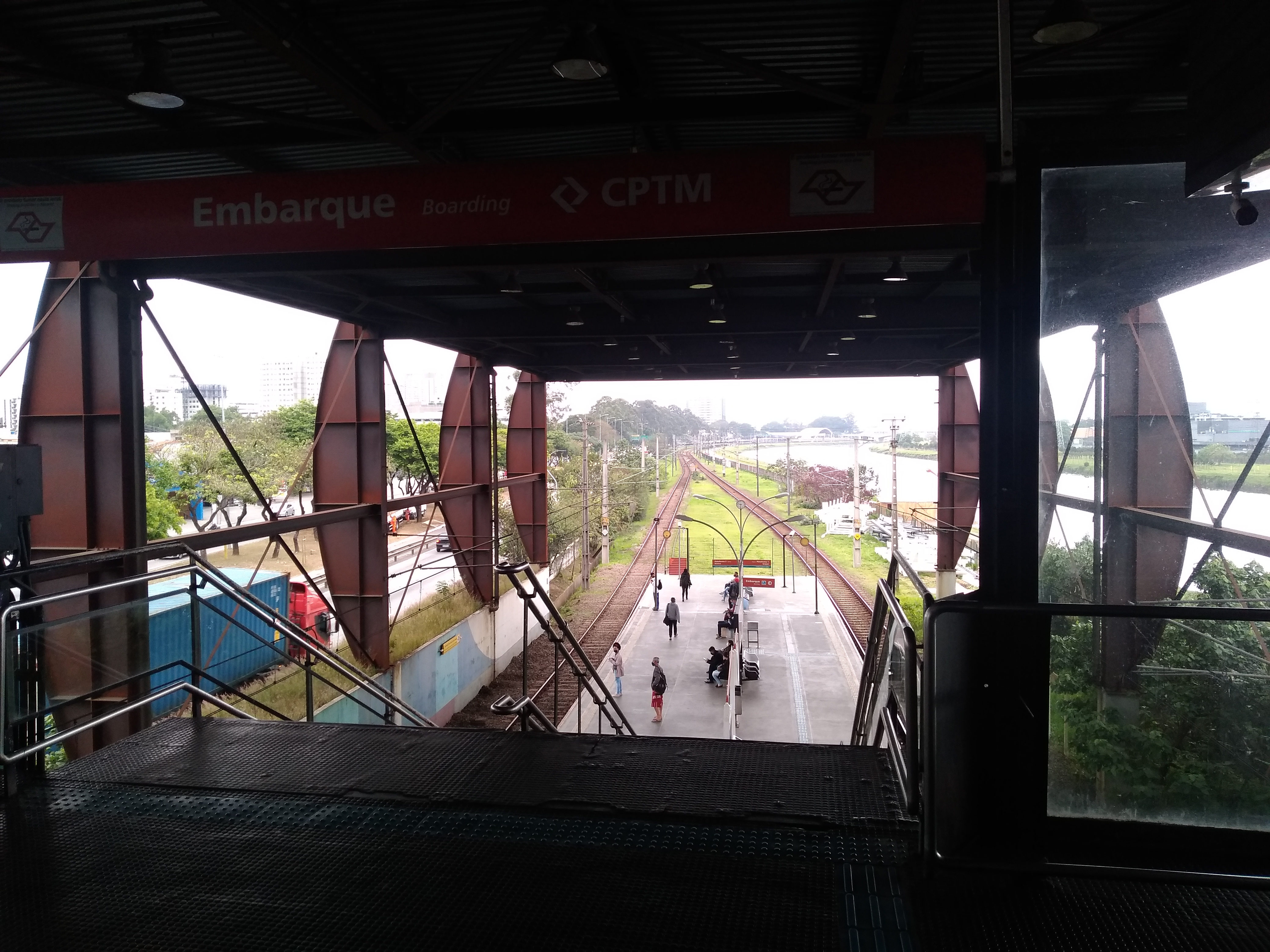

### Desserte
Santo Amaro est desservie par les trains de la ligne 9-Émeraude.

Installations et desserte
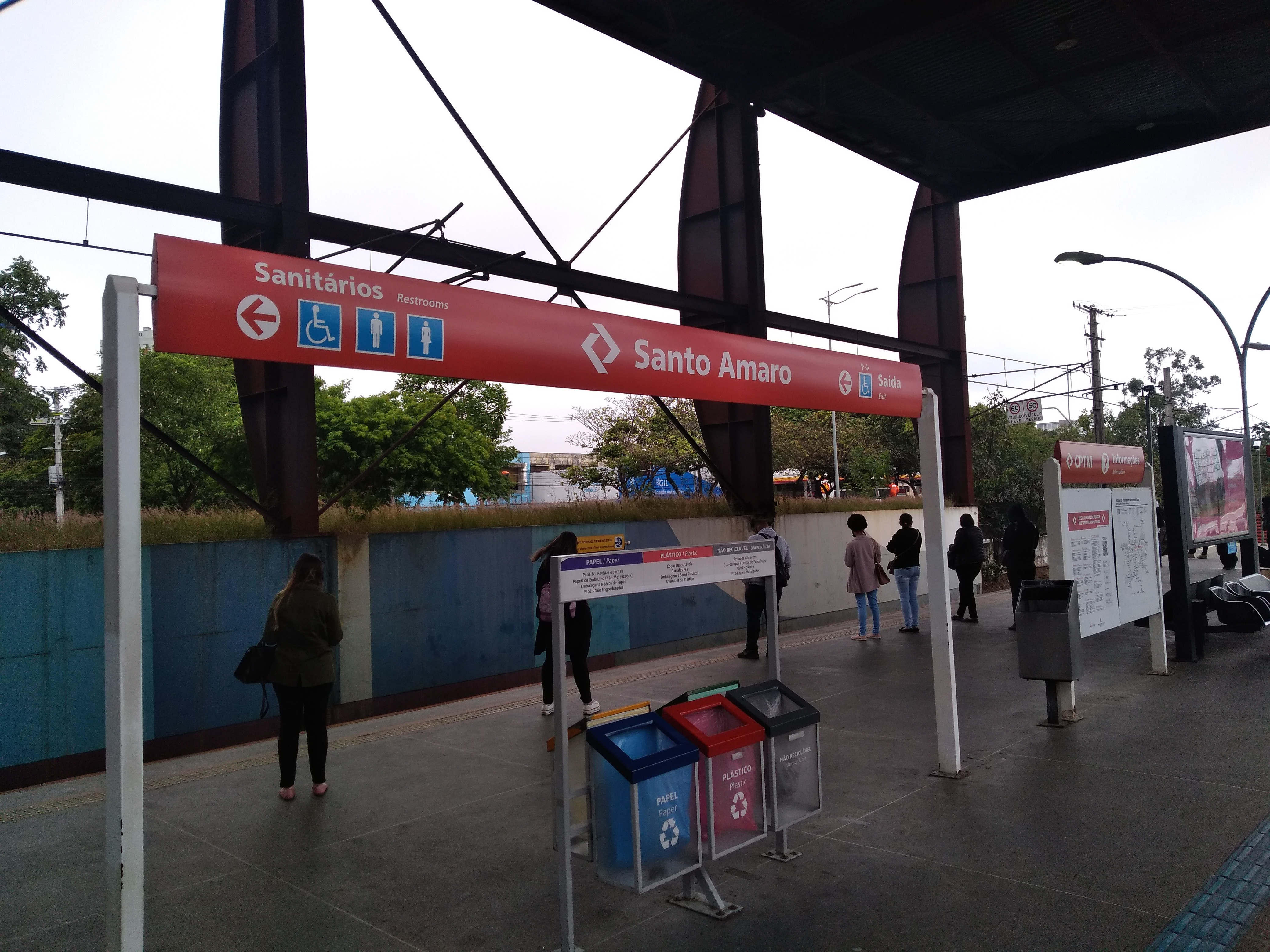
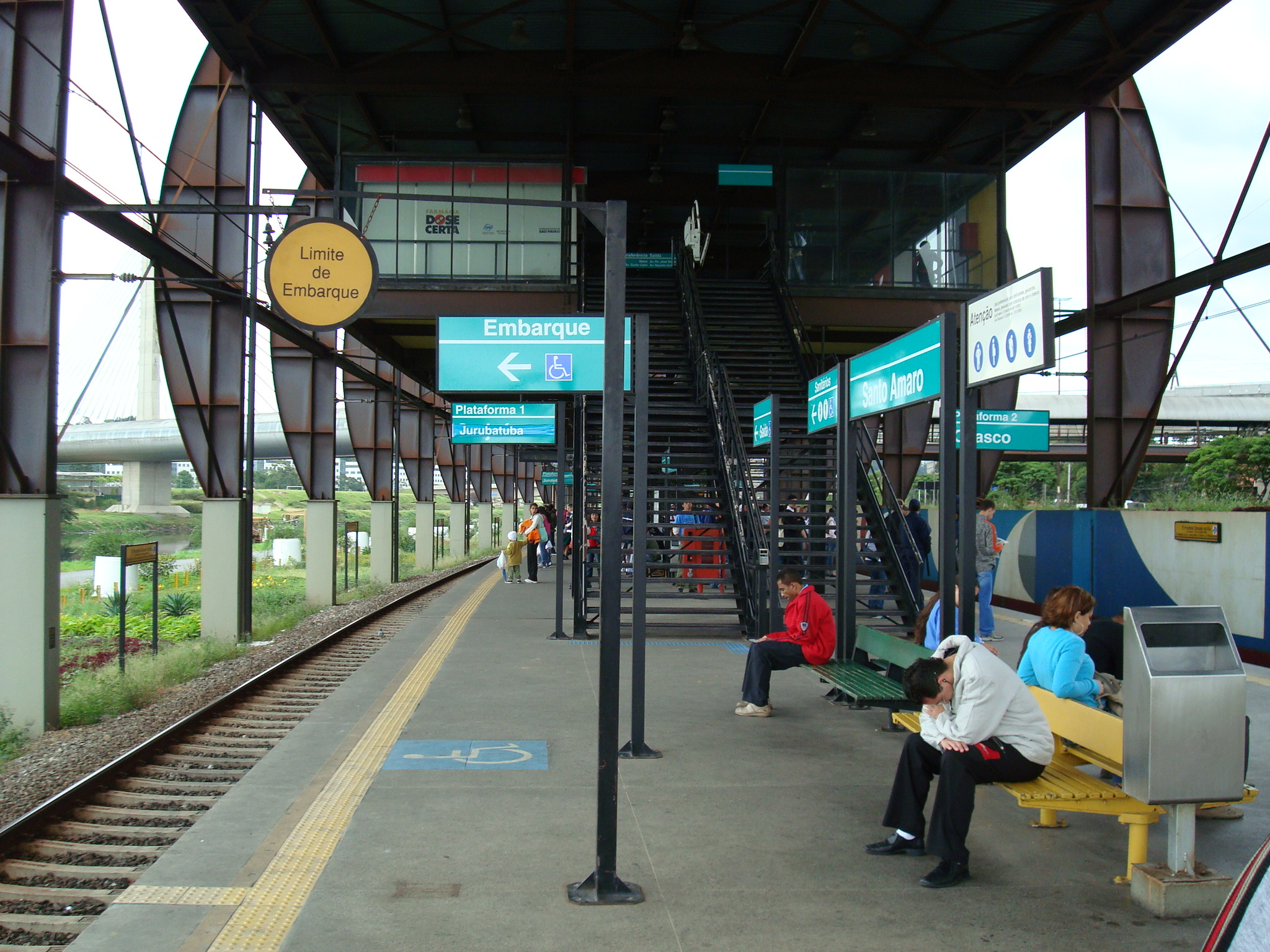
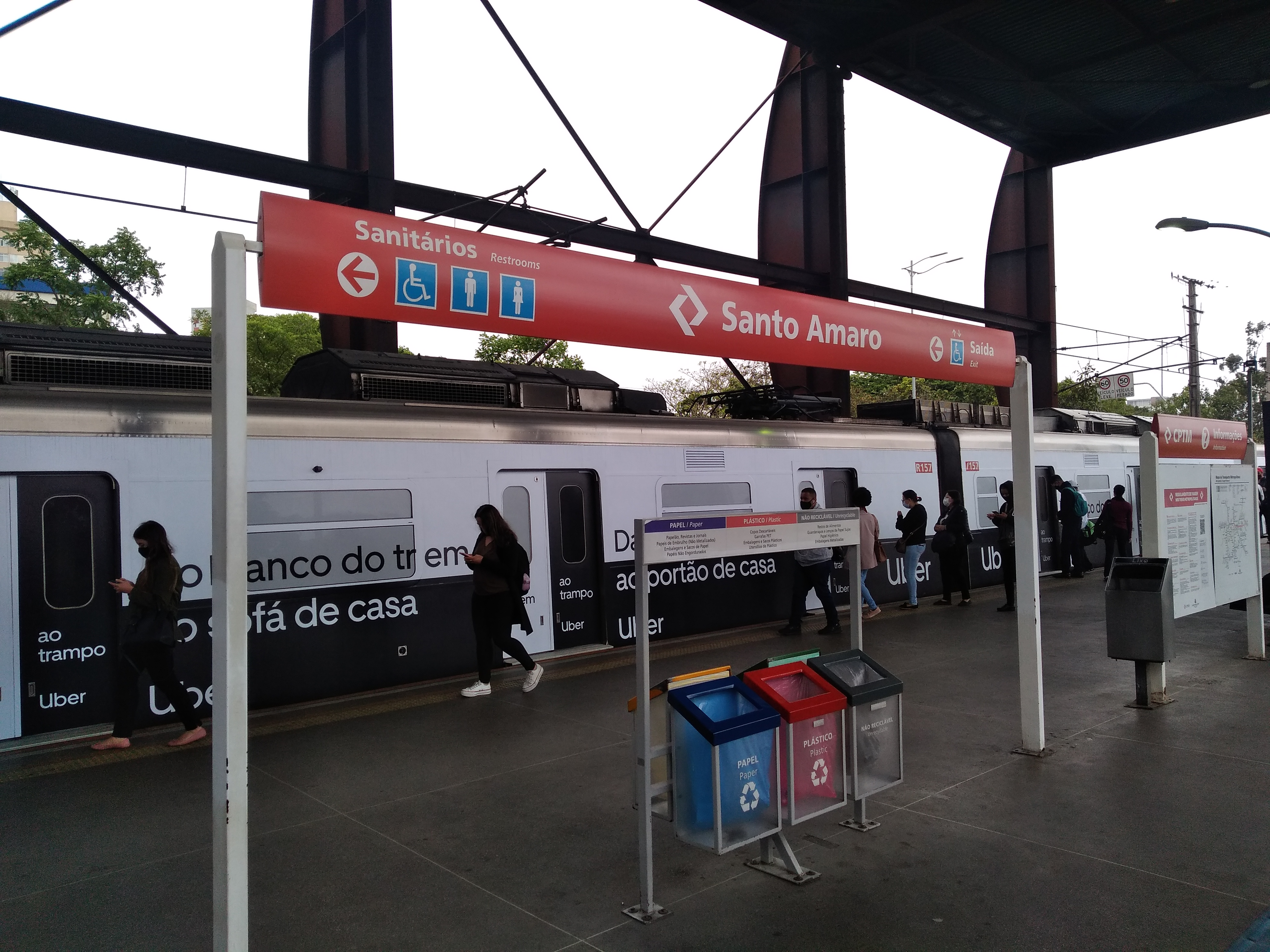